# Eparquia de Edmonton
A Eparquia Católica Ucraniana de Edmonton (Eparchia Edmontonensis Ucrainorum) é uma eparquia pertencente a Igreja Greco-Católica Ucraniana, está localizada na cidade de Edmonton, na província de Alberta, pertencente a Arquieparquia de Winnipeg no Canadá. Foi fundada em 1948 pelo Papa Pio XII. Inicialmente foi criada como exarcado apostólico, sendo elevado a eparquia em 1956. Com uma população católica de 4.739 habitantes, possui 81 paróquias com dados de 2018.

## História
Em 19 de janeiro de 1948 o Papa Pio XII cria o Exarcado Apostólico de Western Canada através do território do Exarcado Apostólico do Canadá, futura arquieparquia. Em 1951 o exarcado tem seu nome alterado para Exarcado Apostólico de Edmonton. Em 1956 é elevado a eparquia, adotando o nome atual de Eparquia de Edmonton. Em 1974 perde território para a formação da Eparquia de New Westminster. Desde a sua formação em 1948 segue o rito bizantino e pertencente a Igreja Greco-Católica Ucraniana do Canadá. 

## Lista de eparcas
A seguir uma lista de eparcas desde a criação do exarcado em 1948, em 1956 é elevado a eparquia. 
|                                     | Nome                              | Período             | Notas                                 |
| Eparcas de Edmonton                 | Eparcas de Edmonton               | Eparcas de Edmonton | Eparcas de Edmonton                   |
| ----------------------------------- | --------------------------------- | ------------------- | ------------------------------------- |
| 5º                                  | David Motiuk                      | 2007 -              |                                       |
| 4º                                  | Lawrence Daneil Huculak, O.S.B.M. | 1996 - 2006         | Nomeado arquieparca de Winnipeg       |
| 3º                                  | Myron Michael Daciuk, O.S.B.M.    | 1991 -1996          | Faleceu no cargo                      |
| 2º                                  | Demetrius Martin Greschuk         | 1986 -1990          | Faleceu no cargo                      |
| 1º                                  | Neil Nicholas Savaryn, O.S.B.M.   | 1956 -1986          | Faleceu no cargo                      |
| Exarca apostólico de Edmonton       |                                   |                     |                                       |
| 1º                                  | Neil Nicholas Savaryn, O.S.B.M.   | 1951 -1956          | Nomeado eparca dessa eparquia         |
| Exarca apostólico de Western Canada |                                   |                     |                                       |
| 1º                                  | Neil Nicholas Savaryn, O.S.B.M.   | 1948 -1951          | Nomeado exarca apostólico de Edmonton |
| Eparca auxiliar                     |                                   |                     |                                       |
| 1º                                  | Demetrius Martin Greschuk         | 1974 -1986          | Nomeado eparca dessa eparquia         |